# رود رانر الطائر السريع
رود رانر الطائر السريع مسلسل رسوم متحركة أمريكي من إنتاج شركة وارنر براذرز كارتونز عرض لأول مرة بين عامي 1966-1973. تمت دبلجة المسلسل للغة العربية بواسطة مركز الزهرة.

## الممثلون
- أيمن السالك - سلفستر، كايوتي
- آمنة عمر - تويتي
- رأفت بازو
- آمال سعد الدين - جراني
- زياد الرفاعي
- بثينة شيا

## طاقم العمل

### النسخة العربية
- الإعداد: سامي خويص
- المراجعة: شفيق بيطار، أحمد نتوف
- التدقيق اللّغوي: رمضان أيوب
- الصوت والمكساج: لؤي إسماعيل
- المونتاج: سامر أبو حمد
- الحاسوب: سليم مهنا
- كلمات الشارة: طارق العربي طرقان
- تسجيل الشارة: أبي سكر
- تسجيل الأغاني: سامر أبو عسلي
- متابعة الإنتاج: رضوان حجازي
- التنسيق الإداري: عماد الشيخ خالد
- المتابعة المالية: محمد حسان مهنا، عبد القادر نبهان
- م. مخرج: بلال شرتوح
- إنتاج: وارنر برذرز
- توزيع: YOUNG FUTURE ENTERTAINMENT
- الاِشراف العام: مناع حجازي
- تنفيذ الدوبلاج: Venus

Free Zone
Damascus
- الإشراف الفني: لويس أبو عسلي

## روابط خارجية
- رود رانر الطائر السريع على موقع IMDb (الإنجليزية)
- رود رانر الطائر السريع على موقع كينوبويسك (الروسية)

- The Road Runner Show Page, by Kevin McCorry; retrieved 19 September 2013